# Andrew Cunningham, 1. Viscount Cunningham of Hyndhope

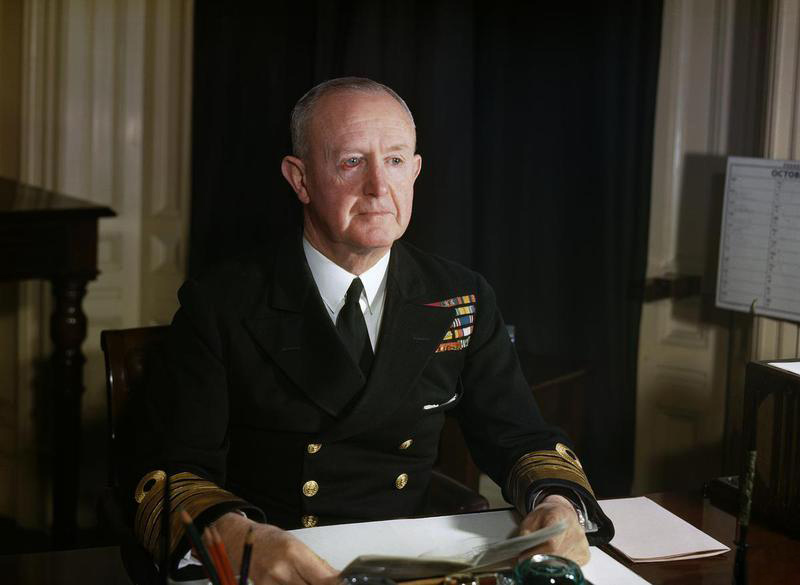
Flottenadmiral Sir Andrew Cunningham, Oktober 1944

Andrew Browne Cunningham, 1. Viscount Cunningham of Hyndhope, KT, GCB, OM, DSO mit zwei Spangen (* 7. Januar 1883 in Rathmines, County Dublin; † 12. Juni 1963 in London) war britischer Flottenadmiral; 1939–42 und 1943 Oberbefehlshaber der britischen Mittelmeerflotte; 1943–46 First Sea Lord und Chef des Admiralstabs der Marine. Sein jüngerer Bruder war der General Sir Alan Cunningham.

## Leben
Cunningham trat im Januar 1897 in die Royal Navy ein. Im Ersten Weltkrieg nahm er als Kommandant des Zerstörers HMS Scorpion am Dardanellenfeldzug teil. Er diente während der folgenden zwanzig Jahre vornehmlich bei den Zerstörerflottillen. Zu Beginn des Zweiten Weltkriegs war er Oberbefehlshaber der Mittelmeerflotte. In dieser Eigenschaft befehligte er die britische Seestreitkräfte beim Luftangriff auf die italienische Schlachtflotte in Tarent am 12. November 1940 und in der Schlacht bei Kap Matapan am 28. März 1941. Im Juli 1943 war Cunningham Oberbefehlshaber der alliierten Seestreitkräfte bei der Landung auf Sizilien (siehe Operation Husky), im Oktober 1943 folgte die Ernennung zum Ersten Seelord und Chef des Admiralstabs.
Nachdem er bereits im Juli 1942 als Baronet, of Bishop’s Waltham in the County of Southampton, geadelt worden war, wurde er 1945 zum Baron Cunningham of Hyndhope, of Kirkhope in the County of Selkirk, erhoben und in den Distelorden aufgenommen. Mit dem Baronstitel war ein erblicher Sitz im House of Lords verbunden. 1946 wurde er schließlich zum Viscount Cunningham of Hyndhope, of Kirkhope in the County of Selkirk, erhoben. Im selben Jahr trat er in den Ruhestand. Sein Nachfolger Sir John Cunningham war nicht mit ihm verwandt. Bei der Krönung von Königin Elisabeth II. im Jahre 1953 fungierte Cunningham als Lord High Steward und war damit Ranghöchster der Great Officers of State.

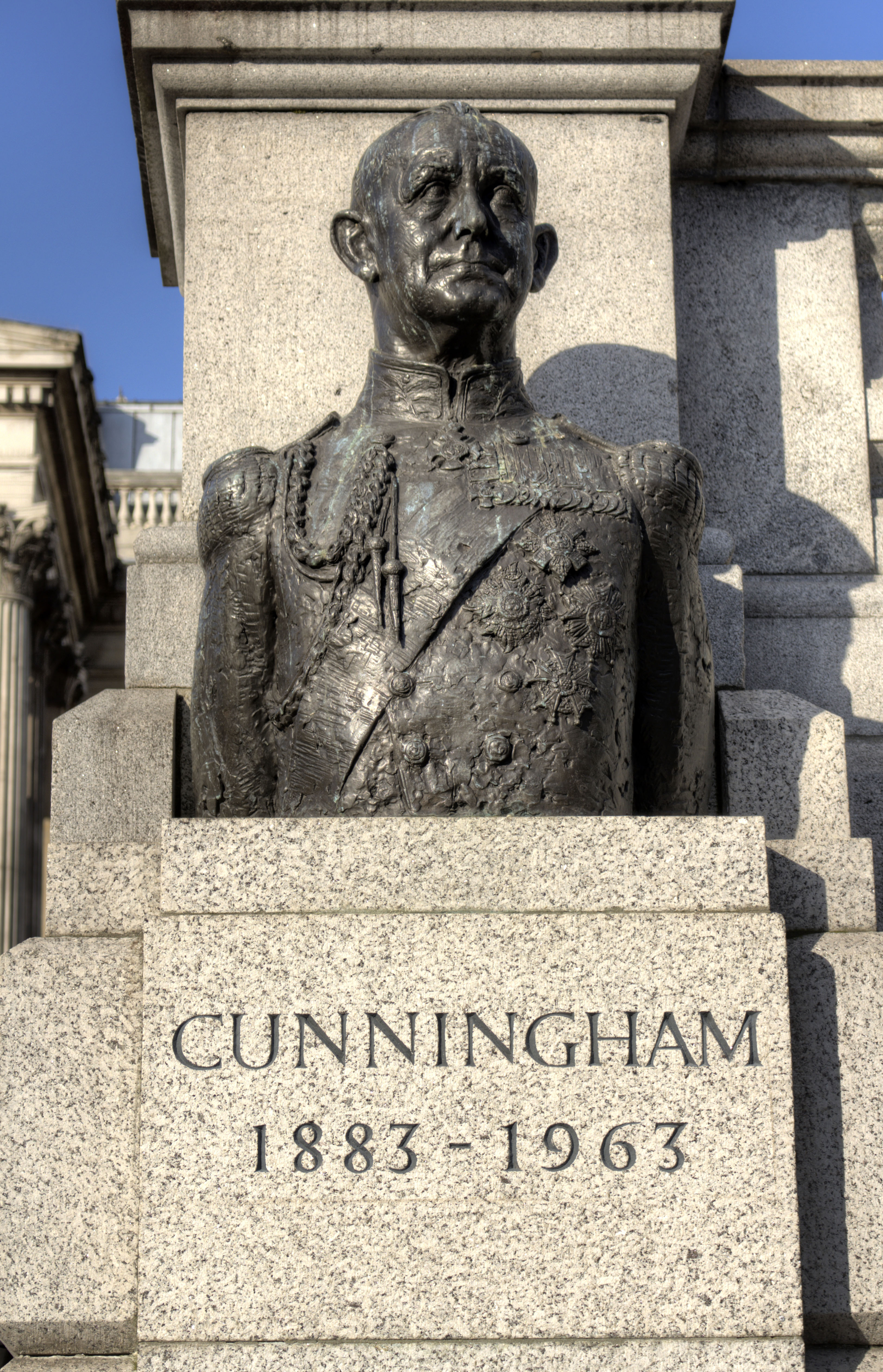
Büste auf dem Trafalgar Square in London

Cunningham gilt als einer der berühmtesten britischen Admirale des 20. Jahrhunderts. Von ihm stammt der Satz: “It takes three years to build a ship; it takes three centuries to build a tradition” (deutsch: „Man braucht drei Jahre, um ein Schiff zu bauen, aber drei Jahrhunderte, um eine Tradition aufzubauen“), den er sagte, als während der Schlacht um Kreta beim britischen Heer die Besorgnis aufkam, die Marine werde die Evakuierung der Truppen nach schweren Schiffsverlusten aufgrund von Luftangriffen abbrechen.
Da seine 1929 geschlossene Ehe mit Nora Christine Byath kinderlos blieb, erloschen seine Adelstitel bei seinem Tod 1963.

## Werke
- A Sailor’s Odyssey. Hutchinson, London 1952. Digitalisat